# Button Gwinnett
Button Gwinnett, baptisé le 10 avril 1735 et mort le 19 mai 1777, fut le second signataire de la Déclaration d'indépendance des États-Unis en tant que représentant de la Géorgie. Il a aussi été brièvement gouverneur provisoire de la Géorgie, du 4 mars au 8 mai 1777.

## Biographie

### Jeunesse
M. Berthon nait en 1735 dans la paroisse de Down Hatterley, dans le Gloucestershire en Angleterre, de parents Gallois, le révérend Samuel Gwinnett et Anne Gwinnett. Sa date de naissance exacte est inconnue mais nous savons qu'il est baptisé dans l'église Sainte-Catherine à Gloucester, le 10 avril 1735. Après des études au Kings's School de Gloucester, il commence une carrière de marchand à Bristol. Il part alors à Wolverhampton et y se marie avec une femme de la région, Anne Bourne, en 1757. En 1762, le couple quitte Wolverhampton et émigre en Amérique.

### Carrière politique
Il est nommé commandant de la milice géorgienne, mais décline la proposition avant d'être élu pour participer au Second Congrès continental. Gwinnett abandonne alors son métier de marchand, vendant tout son stock pour acheter une terre aux Iles Sainte Catherine et y commencer une plantation. Il fait fortune grâce à celle-ci et gagne une telle notoriété locale qu'il est élu à l'Assemblée Provinciale. Durant sa participation à l'Assemblée, le plus grand rival de Gwinnett est Lachlan McIntosh et Lyman Hall son plus grand allié. Gwinnett n'est pas devenu un fort avocat des droits coloniaux jusqu'en 1775, quand la Paroisse Saint John, qui a englobé sa région, menaça de se séparer de la Géorgie en raison de la réponse plutôt conservatrice de la colonie aux événements de l'époque.
Il vote en faveur de la Déclaration d'indépendance des États-Unis le 4 juillet 1776 et signe le fameux document le 2 août 1776 en tant que représentant de la Géorgie. Après avoir signé la Déclaration, il est accompagné jusqu'en Virginie par Carter Braxton, un autre des signataires, portant une proposition de constitution d'état écrite par John Adams. Durant sa participation au Congrès continental, il est candidat au poste de général de brigade pour mener le premier Régiment de Géorgie dans l'Armée continentale, mais se fait dépasser par Lachlan McIntosh, cette défaite face à son rival a considérablement aigri Gwinnett.
Il participe à la législature de la Géorgie et en 1777 il écrit le projet original de la première Constitution d'État de la Géorgie principalement à partir du pamphlet de John Adams. Il devient bientôt l'orateur de l'Assemblée Géorgienne et commence à se débarrasser de ses rivaux politiques dans le gouvernement et l'armée. Une de ses premières cibles est le frère de McIntosh, Georges McIntosh, qui s'est opposé à l'élection de Gwinnett. George est arrêté et accusé de trahison à la rébellion.
Il tient ce poste jusqu'à la mort du Gouverneur de la Géorgie, Archibald Bulloch. Gwinnett est amené à quitter cette position par le Conseil Exécutif de l'Assemblée.
Il organise l'invasion de l'Est britannique de la Floride. En raison d'une décision de la législature, Gwinnett ne peut mener les troupes seul et doit compter McIntosh comme officier subalterne. L'invasion s'est en fin de compte avérée être un échec. La perte de Gwinnett d'une élection pour le poste de gouverneur en mai 1777 est la plus probable raison de l'échec de l'expédition. À ce moment-là, McIntosh, voulant se débarrasser de son rival Gwinnett, le critique ouvertement de l'échec de la campagne, le traitant de "canaille" et de "fripon couché". Cette accusation est cependant démentie. Gwinnett, n'obtenant pas les excuses souhaitées, défie McIntosh en duel qu'il perd, le 16 mai 1777. Dans un domaine appartenant à James Wright, à quelques milles à l'est de Savannah, Gwinnett et McIntosh se rencontrent dans un duel au pistolet. À une distance de 12 allures, les deux hommes tirent. Gwinnett reçoit une balle dans la hanche et McIntosh dans la jambe. McIntosh se remet de ses blessures, mais la blessure de Gwinnett devient mortelle et il meurt trois jours plus tard d'une gangrène.

## Héritages
Le Monument des Signataires, un obélisque de granit à Augusta en Géorgie, perpétue la mémoire de Gwinnett et des deux autres Géorgiens ayant signé la Déclaration d'indépendance : Lyman Hall et George Walton. Ceux-ci sont enterrés sous le monument, mais le lieu de sépulture de Gwinnett n'a pu être trouvé.
Button Gwinnett est un personnage assez obscur de l'histoire de la Géorgie, il a cependant une gloire posthume. Sa signature est un des objets ayant le plus de valeur dans le monde, utilisée par l'auteur de science-fiction Isaac Asimov dans sa nouvelle Flûte, flûte et flûtes !. Les estimations suggèrent qu'un exemplaire original de la signature de Button serait estimé seulement derrière celles de Jules César ou Shakespeare, faisant de loin la signature de Gwinnett celle ayant le plus de valeur parmi les personnages américains. Un seul exemplaire de la signature de Gwinnett a été vendu près de 150 000 $. Sa grande valeur est le résultat de la combinaison du désir des collectionneurs d'acquérir les signatures de 56 signataires de la Déclaration d'indépendance des États-Unis et de l'extrême rareté de la signature de Gwinnett (seuls 30 exemplaires connus, du fait que Gwinnett était peu connu avant de signer la Déclaration et qu'il est mort peu après). Dans les années 1920, cinq copies de sa signature appartenaient au libraire renommé A.S.W. Rosenbach.

## Source
- (en) Cet article est partiellement ou en totalité issu de l’article de Wikipédia en anglais intitulé « Button Gwinnett » (voir la liste des auteurs).